# Distraction de millionnaire
Pour plus de détails, voir Fiche technique et Distribution.
Distraction de millionnaire (The Ruling Passion) est un film américain réalisé par F. Harmon Weight, sorti en 1922.

## Fiche technique
- Titre original : The Ruling Passion
- Titre français : Distraction de millionnaire
- Réalisation : F. Harmon Weight
- Scénario : Forrest Halsey (en) d'après un article d'Earl Derr Biggers
- Photographie : Harry Fischbeck
- Pays d'origine : États-Unis
- Format : Noir et blanc - 1,33:1 - Film muet
- Genre : comédie dramatique
- Durée : 70 minutes
- Date de sortie : 1922

## Distribution
- George Arliss : James Alden
- Doris Kenyon : Angie Alden
- Edmund Burns : Bill Merrick
- Ida Darling : Mme Alden
- J. W. Johnston (en) : Peterson
- Ernest Hilliard (en) : Carter Andrews